# CFL 3000
De locomotief reeks 3000 is een type elektrische locomotief dat sinds 1999 wordt ingezet door de Chemins de fer luxembourgeois (CFL). Deze reeks is gebouwd door Alstom en draagt de nummers 3001 - 3020. Deze reeks heeft een Belgische zusterreeks die nagenoeg identiek is, namelijk de reeks HLE 13.

## Constructie en techniek
Deze locomotieven zijn een reeks die technologisch niet verwant is aan andere Belgische reeksen. Wel kan deze reeks beschouwd worden als een rechtstreekse afstammeling van de SNCF reeks 26000 Sybic en vertoont ze technische overeenkomsten met SNCF reeks 36000 Astride, deze laatste is nagenoeg gelijktijdig met de NMBS reeks 13 geproduceerd. Hoewel het concept van deze locomotieven van Alstom is, gebeurde de assemblage en het in bedrijf stellen bij Bombardier te Brugge.
Reeks 3000 heeft een maximumsnelheid van 200 km/u en kan zowel rijden onder de traditionele Belgische bovenleiding met een gelijkspanning van 3000 V, als onder  25 kV wisselspanning, die o.a. op de hogesnelheidslijnen gebruikt wordt en op lijnen doorheen de Ardennen zoals de Athus-Meuse lijn.
De locs werden technisch geschikt gemaakt om in trek/duw te kunnen rijden met de dubbeldeksrijtuigen Dosto2003 die door Bombardier te Görlitz werden gebouwd.

## Problemen
Van bij de eerste levering zijn er problemen geweest met de diverse systemen van deze locomotieven. Alle locomotieven zijn meerdere keren voor aanpassingen terug naar de fabriek geroepen. De locomotief 3001 van de Luxemburgse Spoorwegen is, terwijl hij nog niet opgeleverd was, volledig uitgebrand en daarbij niet hersteld. De uitlevering werd hierdoor een tijdlang stopgezet en pas 2 jaar later (juli 2001) hervat.

## Treindiensten
De locomotieven worden door de Chemins de fer luxembourgeois (CFL)
ingezet voor onder meer het personenvervoer op de volgende trajecten:
- Luxemburg - Kleinbettingen i.v.m. de nog aanwezige spanning van 3kV op de aansluitende Belgische spoorlijn 162
- Luxemburg - Troisvierges - (Gouvy)
- Verder in het hele land tot over de Belgische en Franse grens naar Longwy

In het verleden werden de locomotieven voor de volgende treindiensten gebruikt:
- Liers - Luik-Guillemins - Luxemburg (na 14 december 2019 vervangen door Desiro's)
- Na de elektrificatie van de Noordlijn heeft de CFL 3000 tussen Liège Guillemins en Luxemburg de Ardennenexpres getrokken met een spanningswissel van 3kV naar 25kV ter hoogte van het Belgische Martinrive. 
  - Ardennenexpres: Zandvoort/Haarlem - Amsterdam - Utrecht - Eindhoven - Maastricht - Liège G. - Clervaux - Ettelbruck - Luxembourg

De locomotieven worden door de CFL Cargo ingezet voor het goederenvervoer: